# Stevensweert
Stevensweert est un village néerlandais situé dans la commune de Maasgouw, dans la province du Limbourg néerlandais. Le 1er janvier 2006, le village comptait environ 1 660 habitants.

## Géographie
Les villages Stevensweert et Ohé en Laak sont situés sur une île fluviale entre deux bras de la Meuse.

## Histoire
Stevensweert a été une commune indépendante jusqu'au 1er janvier 1991, date de son rattachement à la commune de Maasbracht.